# Stazione di Shin-Kurashiki
La stazione di Shin-Kurashiki (新倉敷駅?, Shin-Kurashiki-eki) è una stazione ferroviaria della città di Kurashiki, nella prefettura di Okayama. È gestita da JR West e viene servita dalle linee Sanyō tradizionale e dal treno ad alta velocità Sanyō Shinkansen. Il nome originale della stazione era Tamashima (玉島駅?, Tamashima-eki), modificato in quello attuale all'arrivo dello Shinkansen.

## Linee
JR West
■ Linea principale Sanyō
 Sanyō Shinkansen

## Struttura
La stazione è dotata di 5 binari totali, 2 per la linea Shinkansen con due marciapiedi laterali di 410 metri di lunghezza, e 3 per le linee regionali, con un marciapiede a isola e uno laterale. La stazione supporta la bigliettazione elettronica ICOCA ed è dotata di tornelli d'accesso automatici.
| 1   | Sanyō Shinkansen         | per Hiroshima, Hakata e Kumamoto            |
| 2   | Sanyō Shinkansen         | per Okayama, Himeji e Shin-Osaka            |
| 3   | ■ Linea principale Sanyō | per Fukuyama, Onomichi e Mihara             |
| 4-5 | ■ Linea principale Sanyō | per Kurashiki, Okayama, Banshū-Akō e Himeji |

## Stazioni adiacenti
| «                      | Servizio               | »                      |
| Linea principale Sanyō | Linea principale Sanyō | Linea principale Sanyō |
| ---------------------- | ---------------------- | ---------------------- |
| Kurashiki              | Locale                 | Konkō                  |
| Kurashiki              | Rapido Sun Liner       | Kasaoka                |
| Sanyō Shinkansen       |                        |                        |
| Okayama                | Locale                 | Fukuyama               |